# Пещерско (село)
Пѐщерско е село в Югоизточна България, община Айтос, област Бургас.

## География
Село Пещерско се намира в североизточната част на общината, около 9 km на североизток от общинския център град Айтос и 27 km на север-северозапад от областния център град Бургас. Разположено е в северната част на Айтоската планина, Източна Стара планина. В местността Аязмото има минерален извор. Климатът е преходноконтинентален. В землището преобладават оподзолени канелени горски почви..
В землището на Пещерско към януари 2020 г. има регистрирани 4 малки язовира (микроязовира), три от които са безводни (пресъхнали).
Общинският път до Пещерско е северно разклонение на общинския път от Айтос на изток, който води и към селата Мъглен, Дрянковец и Съдиево.

## История
В околностите на Пещерско са намерени следи от тракийски пещи за желязо. Край селото има останки от средновековна крепост. Селото е основано на 2 km източно от мястото, на което е днес, и е било населено с турци. След чумна епидемия жителите му се заселват на днешното място.
След края на Руско-турската война 1877 – 1878 г., по Берлинския договор село Пещерско остава на територията на Източна Румелия. От 1885 г. – след Съединението, то се намира в България с името Кьопеклии. Преименувано е на Пещерско през 1934 г.
За наличието на църковно настоятелство при храм „Свети Пророк Илия“ в село Пещерско има сведения от 1896 г.
От периода 1948 – 1958 г. в Държавния архив – Бургас се съхраняват документи на/за Трудово кооперативно земеделско стопанство (ТКЗС) „Девети септември“ – с. Пещерско, Бургаско. Стопанството съществува самостоятелно до 1958 г., когато се влива в Обединеното трудово кооперативно земеделско стопанство (ОТКЗС) с център Айтос.
През 2008 г. е закрито основното училище „Отец Паисий“ в Пещерско. Документацията на закритото училище се съхранява в средно училище „Н. Й. Вапцаров“ в град Айтос.

## Население
Населението на село Пещерско наброява 810 души към 1934 г., поради миграция търпи в следващите години низходящи и възходящи промени на числеността – като достига и максимума 885 към 1985 г., а към 2018 г. наброява 672 души (по текущата демографска статистика за населението).
При преброяването на населението към 1 февруари 2011 г., при обща численост 723 лица за 28 лица е посочена принадлежност към „българска“ етническа група и за 694 – към „турска“. Предполага се, че населението с турско самосъзнание е от преселници (и техни потомци) от селата Снежа и Заимчево и от околността им.

### Етнически състав
Преброяване на населението през 2011 г.
Численост и дял на етническите групи според преброяването на населението през 2011 г.:
|                     | Численост |
| Общо                | 723       |
| Българи             | 28        |
| Турци               | 694       |
| Цигани              | -         |
| Други               | -         |
| Не се самоопределят | -         |
| Неотговорили        | -         |

## Религии
В село Пещерско се изповядват ислям и православно християнство.

## Обществени институции
Село Пещерско към 2020 г. е център на кметство Пещерско.
В село Пещерско към 2020 г. има:
- действащо читалище „Кирил и Методий – 1929“;[14]
- филиал на целодневната детска градина „Радост“, гр. Айтос;[15]
- постоянно действаща джамия;[16]
- действаща само на големи религиозни празници църква „Свети пророк Илия“;[17]
- пощенска станция.[18]

## Културни и природни забележителности
В градинка, в центъра на селото (на площада), на нисък постамент са монтирани 3 еднакви каменни плочи, посветени на загиналите във войните: Балканска война; Първа световна война; Отечествена война 1944 – 1945 г. Надписите на плочите са: „Българио, за тебе те умряха“; „Загинали за Родината“; "Слава на героите!“.

## Редовни събития
На 1 август в местността „Язма" близо до селото се провежда панаир.